# Alter Kacyzne

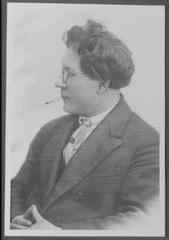
Alter Kacyzne

Alter Kacyzne (Alter Katsizne, 31. května 1885 Vilnius, Ruská říše (dnes Litva) - 7. července 1941 Ternopil, Ukrajina (v té době obsazená Německem)) byl židovský spisovatel, básník a fotograf.

## Život a dílo
Po první světové válce cestoval po Polsku a zaznamenával život Židů. Byl zavražděn ukrajinskými kolaboranty v roce 1941.

## Díla

### Knihy
- Shtarke und shvache. 1930, román
- Poyln. Eine untergegangene jüdische Welt. herausgegeben von Marek Web, Aufbau-Verlag, Berlin 2000 ISBN 3-351-02497-5
- Alter Kacyzne als Schriftsteller. Original und übersetzt. Eine kleine Bücherschau. Katalog zur Ausstellung zum VIII. Symposium für jiddische Studien in Deutschland Hg. Ane Kleine & Nora Hahn. Universität Trier (56 S). Zugleich Sonderheft der "Jiddistik Mitteilungen. Jiddisch in deutschsprachigen Ländern" ISSN 0947-6091

### Divadelní díla
- Dukus. 1925 (Der Herzog)
- Hurdus. 1926 (Herodes)
- Dem yidn's opere. 1937 (Židovská opera)
- Shvartsbard. 1937 (o Scholom Schwartzbardovi)

## Galerie

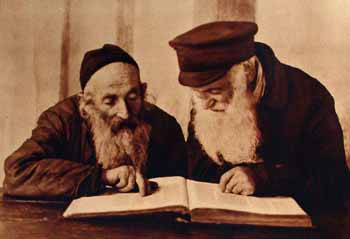
Dva ctihodní Židé studují hebrejské náboženské dílo, z cyklu Pinské portréty, asi 1924
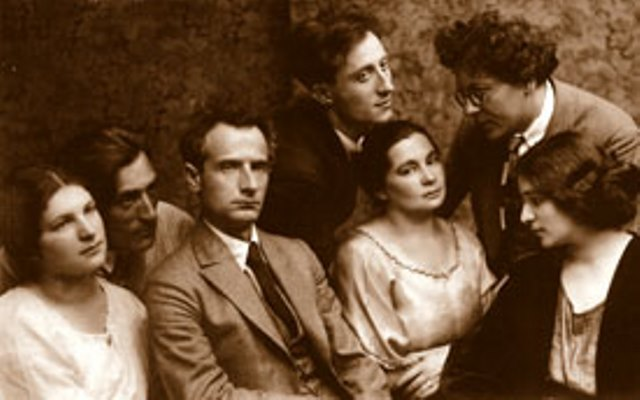
Ester Shumyatsher-Hirshbein, Mendl Elkin, Peretz Hirshbein, Uri-Zvi Grinberg, Khane Kacyzne, Alter Kacyzne a Esther Elkin